# Miklós Horthy
Miklós Horthy de Nagybánya ([ˈmikloːʃ ˈhorti]; in het Nederlands ook: Nicolaas Horthy) (Kenderes, 18 juni 1868 – Estoril, 9 februari 1957) was een Hongaars militair en politicus. Van 1920 tot 1944 was hij regent van het koninkrijk Hongarije.

## Vroege carrière
Horthy stamde uit de protestantse landadel. Hij bezocht de marineacademie van Oostenrijk-Hongarije in Fiume (in huidig Kroatië). In 1909 werd hij vleugeladjudant van keizer Frans Jozef. Hij bleef dit tot 1914. Tijdens de Eerste Wereldoorlog was Horthy bevelhebber van diverse schepen van de Oostenrijks-Hongaarse marine. Begin 1918 werd hij viceadmiraal en vlak voor het einde van de oorlog opperbevelhebber van de Oostenrijks-Hongaarse marine. Na de val van Oostenrijk-Hongarije (november 1918) keerde Horthy naar Hongarije terug. Dat was inmiddels een soevereine staat geworden, los van Oostenrijk.

## Regent van Hongarije

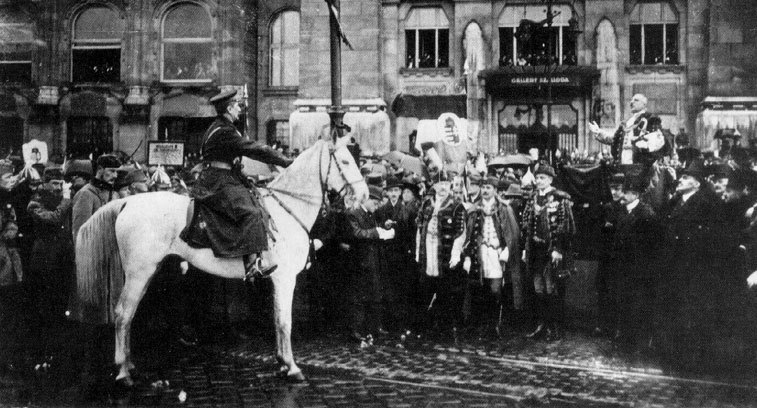
Horthy, aan het hoofd van zijn Nationaal Leger, in Boedapest op 16 november 1919

In het voorjaar van 1919 riep Béla Kun de Radenrepubliek Hongarije uit. Hij vestigde een brute dictatuur. In Szeged vormden tegenstanders van Kun een door Roemenië gesteunde contrarevolutionaire regering onder Gyula Károlyi, de tegenregering van Szeged. Admiraal Horthy aanvaardde de portefeuille van defensie en werd ook tot commandant benoemd van het Nationaal Leger dat tegen het Rode Leger van Béla Kun moest vechten. Samen met het Roemeense leger wist het Nationaal Leger de communistische regering in Boedapest te verdrijven (november 1919) en de monarchie werd hersteld. Op 1 maart 1920 benoemde het nieuwe parlement Horthy tot regent van het koninkrijk Hongarije. Dit gebeurde echter onder dwang: Horthy-getrouwe troepen omsingelden het Parlementsgebouw op het moment van de stemming. In 1921 poogde ex-koning Karel IV (als keizer van Oostenrijk Karel I) tot tweemaal toe de troon in Hongarije te heroveren. Na zijn tweede poging nam het Hongaarse parlement een wet aan dat iemand van het huis Habsburg voortaan was uitgesloten van de troon. Zodoende werd hij als admiraal zonder schip een regent van een koninkrijk zonder koning.
Van het begin af aan was Horthy's bestuur over Hongarije autoritair. De communistische partij was verboden en de sociaaldemocraten mochten zich alleen plaatselijk organiseren. Premier Gyula Gömbös verbond het land nauw met het fascistische Italië van Mussolini. Verder werden er al vanaf 1920 in Hongarije anti-Joodse wetten afgekondigd, en nam de discriminatie van Joden onder zijn regering gestaag toe, culminerend in systematische uitroeiing in samenwerking met de Duitsers in 1944-45. Naar eigen zeggen deed hij dit om kleinere fascistische en nazistische groeperingen zoals de Pijlkruisers en diens voorgangers, de wind uit de zeilen te nemen, en zou hij later door de Duitsers zijn gedwongen. 

## Tweede Wereldoorlog

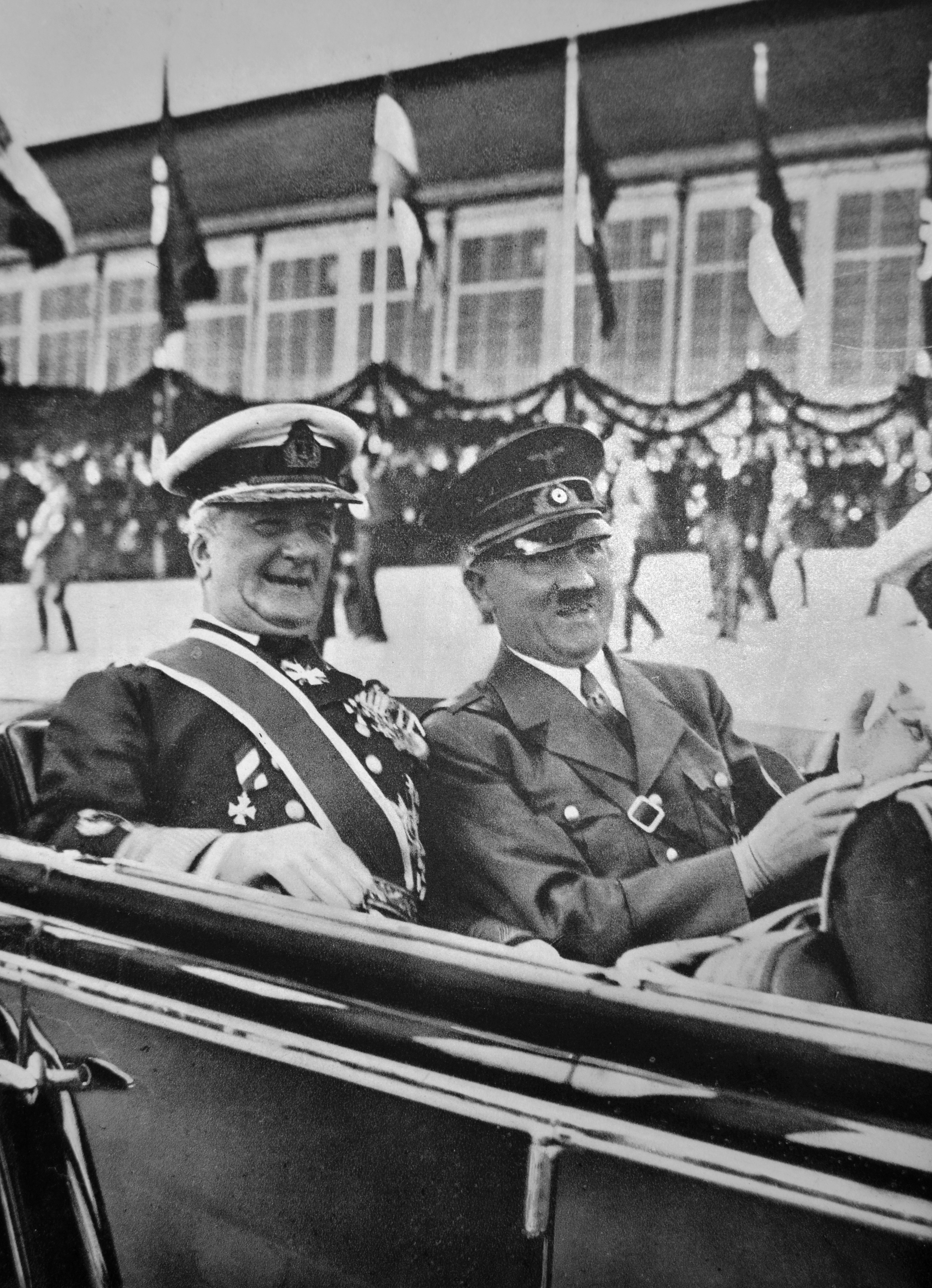
Horthy met Adolf Hitler in 1938

Horthy droomde van het herwinnen van het grondgebied dat bij het Verdrag van Trianon (1920) verloren was gegaan. Om dit doel te verwezenlijken zocht hij toenadering tot nazi-Duitsland. Aanvankelijk was Horthy gecharmeerd van Hitler; in november 1940 trad Hongarije toe tot de asmogendheden. In april 1941, drie dagen voordat Duitsland aan zijn avontuur op de Balkan begon, pleegde de Hongaarse premier Pál Teleki zelfmoord omdat hij zag dat zijn land niet buiten de oorlog kon blijven. Vervolgens nam Hongarije enkele stukken van Joegoslavië in. Horthy's sympathie voor Duitsland was inmiddels wat bekoeld, maar op 26 juni 1941, vlak na de Duitse inval in de Sovjet-Unie, verklaarde de nieuwe premier Bárdossy, zonder Horthy te raadplegen, de oorlog aan de Sovjet-Unie. Spoedig daarna was Hongarije ook in oorlog met de geallieerden. 
In 1942/1943 zocht Horthy contact met de geallieerden om met hen een afzonderlijke vrede te sluiten. Om die reden liet Hitler in maart 1944 Hongarije bezetten. Horthy mocht wel aanblijven als staatshoofd, maar hij werd gedwongen een pro-Duitse premier te benoemen. Hij koos Döme Sztojazy omdat hij hoopte dat deze als onpartijdig soldaat een gematigd beleid zou voeren. Sztójay had echter tijdens zijn tijd in Duitsland intensief contact met nazi's gehad en was derhalve sterk pro-nazi. Hij legaliseerde de fascistische Pijlkruisers, verbood de vakbonden, zette antifascisten en communisten gevangen, en breidde de militaire bijdrage aan de Asmogendheden uit. Ook nam hij de vervolging van de Hongaarse joden serieus ter hand. Op nog geen twee maanden tijd, van 14 mei tot 8 juli 1944 werden 437,402 joodse mannen, vrouwen en kinderen vanuit Hongarije naar Auschwitz gedeporteerd. Horthy besefte dat dit met het keren van de krijgskansen zeer riskant voor Hongarije en voor hemzelf als eindverantwoordelijke was, en het lukte hem de transporten te stoppen en in augustus 1944 met Duitse toestemming Sztójay te ontslaan en te vervangen door Géza Lakatos.
Achter de rug van de Duitsers bleef Horthy naar mogelijkheden zoeken om met de geallieerden vrede te sluiten. Op 11 oktober 1944 sloot Hongarije vrede met de Sovjet-Unie. Als wraak liet Hitler Horthy's zoon gijzelen en dwong Horthy tot aftreden. Horthy werd tot het einde van de oorlog in Beieren geïnterneerd, en de Duitsers installeerden in Hongarije de wrede dictator en fascistenleider Ferenc Szálasi, die er een waar schrikbewind voerde. Onder diens regering werden nog eens 95,000 Joden gedeporteerd of ter plekke vermoord, samen met resterende politieke tegenstanders.
In december 1944 kwam een door de Russen gesteunde tegenregering tot stand. Deze regering erkende Horthy aanvankelijk als staatshoofd, maar na de oorlog werd er in Hongarije een republiek uitgeroepen en werd ds. Zoltán Tildy president.

## Ballingschap
Na de oorlog werd Horthy door de Amerikanen gevangengenomen. In 1949 werd hij vrijgelaten. Dankzij contacten van zijn zoon met Portugese diplomaten in Zwitserland kreeg hij in 1950 toestemming om naar Portugal te emigreren. Het gezin vestigde zich daar in Estoril. Zijn Amerikaanse steun, John Montgomery, rekruteerde een kleine groep van rijke Hongaren om fondsen te werven voor het levensonderhoud van het gezin in ballingschap. Volgens Horthy’s schoondochter, gravin Ilona Edelsheim Gyulai, ondersteunden Hongaarse Joden Horthy's familie in ballingschap, onder wie industrieel Ferenc Chorin en advocaat László Pathie.
Horthy overleed in Estoril op 88-jarige leeftijd.
In ballingschap schreef Horthy zijn memoires Ein Leben für Ungarn (Nederlands: Een leven voor Hongarije), gepubliceerd onder de naam Nikolaus von Horthy, waarin hij veel persoonlijke ervaringen vertelt: van zijn jeugd tot het einde van de Tweede Wereldoorlog. In dit boek beweerde Horthy dat hij Hitler de meeste tijd wantrouwde, en dat hij probeerde om de beste acties uit te voeren en de beste ambtenaren in zijn land te benoemen. Hij heeft ook gewezen op vermeende mishandeling van Hongarije door vele andere landen sinds het einde van de Eerste Wereldoorlog. Horthy was een van de weinige staatshoofden van de asmogendheden die de oorlog overleefde, en dus naoorlogse memoires kon schrijven.

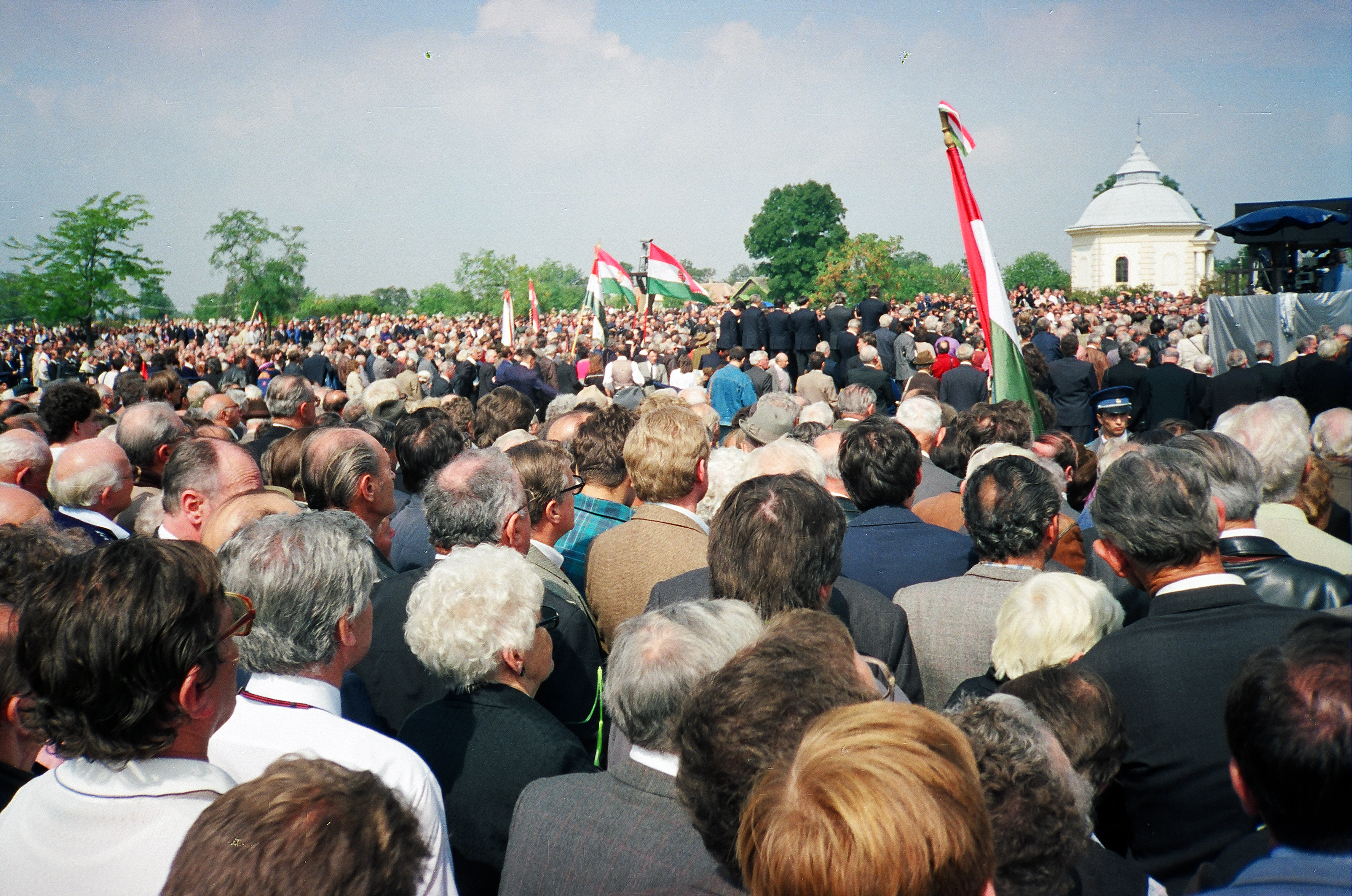
Herbegrafenis van Horthy in 1993

Hij verloor nooit zijn diepe minachting voor het communisme, en in zijn memoires gaf hij de schuld voor de Hongaarse alliantie met de asmogendheden aan de dreiging die uitgaat van de "Aziatische barbaren" van de Sovjet-Unie. Hij was kwaad op de invloed die de geallieerde overwinning had gegeven aan de totalitaire staat van Stalin. "Ik voel geen drang om te zeggen: 'Ik zei het toch, noch om bitterheid te spreken over de ervaringen die mij zijn opgedrongen. Integendeel, ik blijf verwondering en verbazing voelen bij de grillen van de mensheid."
Onder zeer grote belangstelling en met grote staatseer is admiraal Horthy, met zijn vrouw en een zoon vanuit Portugal op 4 september 1993 herbegraven in zijn geboorteplaats in Hongarije, te Kenderes. Vanaf 1990, na de val van de Berlijnse muur, is in Hongarije sprake van hernieuwde belangstelling voor admiraal Horthy. In korte tijd werden een park naar hem genoemd en twee standbeelden opgericht.

## Onderscheidingen
- Lijst van onderscheidingen van Miklós Horthy

Haus (jul 1914-feb 1917) · Njegovan (feb 1917-feb 1918) · Horthy (feb 1918-nov 1918)